# Gheorghe Mureșan
Gheorghe Dumitru Mureșan, född 14 februari 1971 i Tritenii de Jos i Cluj, är en rumänsk före detta basketspelare. Han är 2,31 m lång, vilket gör honom tillsammans med Manute Bol till de längsta spelarna genom tiderna i NBA. Mureșan utsågs till Most Improved Player säsongen 1995/1996.

## Fotnoter
1. ↑  GHEORGHEMURESAN (på engelska), läs online.[källa från Wikidata]
2. 1 2  FIBA database, FIBA.basketball player ID: 107509, läst: 5 juni 2025.[källa från Wikidata]
3. ↑  Gheorghe Muresan (på engelska), läs online.[källa från Wikidata]
4. ↑  Gheorghe Mureșan (på engelska), läs online.[källa från Wikidata]
5. ↑  Basketball Skills Come Slowly to a 7-Foot-9 Center From China (på engelska), läs online.[källa från Wikidata]
6. ↑  RealGM, RealGM basketbollspelar-ID: 1001, läst: 4 april 2022.[källa från Wikidata]
7. ↑  Famous people who are dyslexic (på engelska), läs online.[källa från Wikidata]
8. ↑  läs online, thesportspin.com  .[källa från Wikidata]
9. ↑  läs online, The Los Angeles Times  .[källa från Wikidata]